# جاك إدواردز (صحفي)
جاك إدواردز (بالإنجليزية: Jack Edwards)‏ هو صحفي ومعلق رياضي أمريكي، ولد في 24 مارس 1957.